# Літостратиграфія

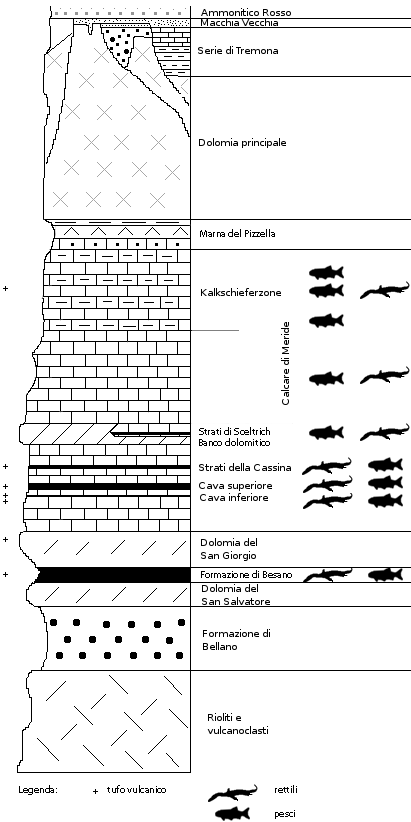
Профіль колони осадової товщі Монте-Сан-Джорджо, серед іншого, найменування літостратиграфічних одиниць (італ.)

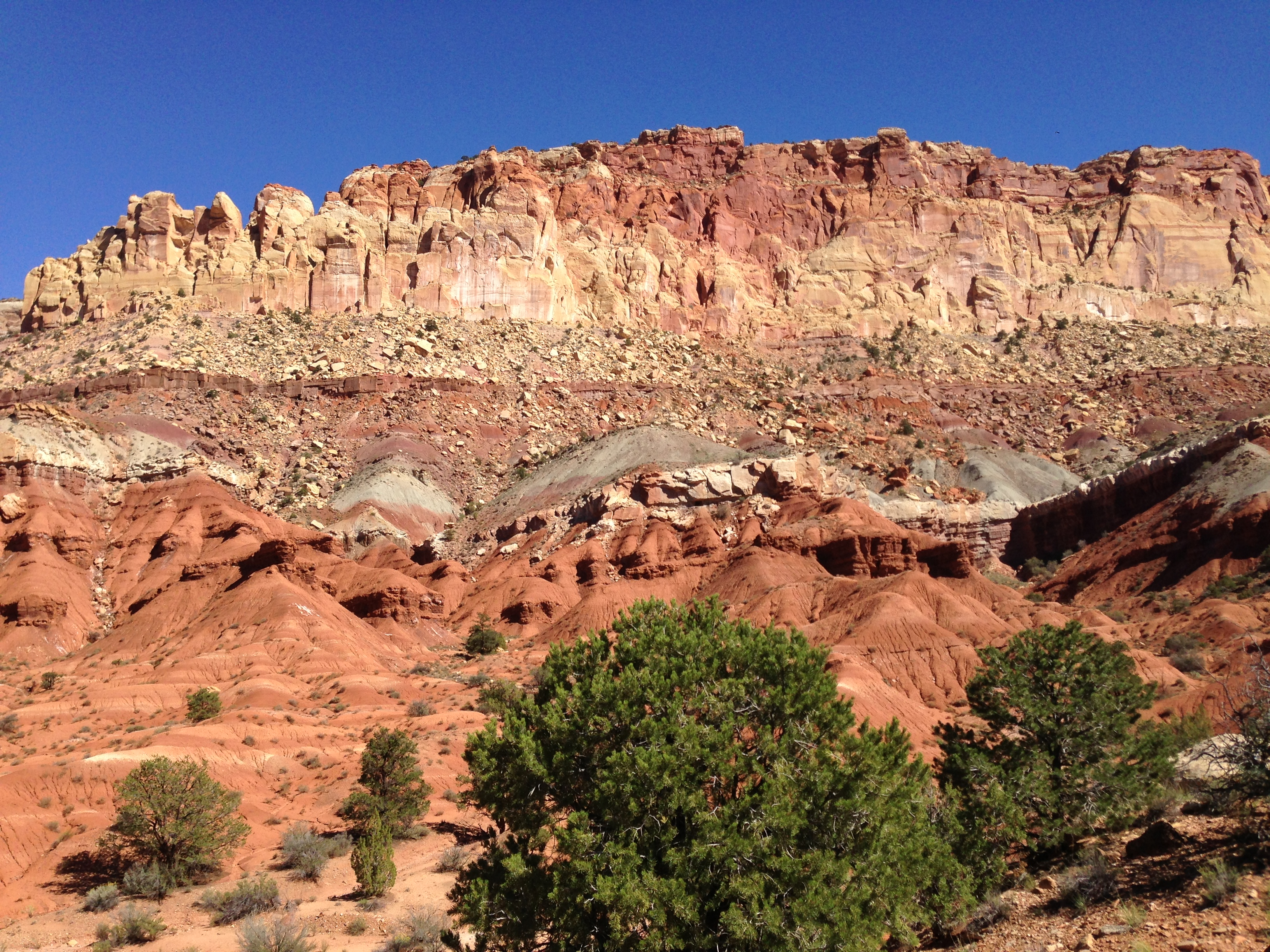
Послідовність шарів земної силікокластики на західній стороні Капітолійського рифу

Літостратиграфія — просторово-структурний розподіл одиниць гірських порід виключно за їх літологічними властивостями. Це один із фундаментальних методів стратиграфії, який в принципі був розроблений і застосований на початку розвитку геонаук. Літостратиграфія і визначення літостратиграфічних одиниць і їх нижніх і верхніх меж в принципі не залежать від хроностратиграфічних одиниць і геологічного віку відповідних порід.
Шар (лат. stratum) — найменша літостратиграфічна одиниця, яку можна чітко виділити літологічно в товщі порід. Старіший термін шар більше не слід використовувати, оскільки він неоднозначний. Декілька пластів або берегів утворюють субформацію або формацію, хоча формація не обов'язково повинна бути розділена на субформації. Кілька формувань об'єднуються в підгрупу або групу, хоча і тут не обов'язково використовувати ранг підгрупи. Кілька груп утворюють супергрупу.

## Інтернет-ресурси
- Richtlinien zur Handhabung der stratigraphischen Nomenklatur — Chronostratigraphie und Lithostratigraphie
- Agenames, Verzeichnis internationaler lithostratigraphischer Einheiten
- LithoLex: Lithostratigraphisches Lexikon Deutschland